# 黑酵母菌
暗金黄担子菌（Aureobasidium pullulans），又名黑酵母菌、出芽短梗霉，是一種類似酵母的真菌，存在於多種生活環境。
暗金黄担子菌的細胞壁的周邊會產生多糖類物質，當中最重要的是β-葡聚醣（β-Glucan）。

## 外部連結
- Index Fungorum（页面存档备份，存于）
- USDA ARS Fungal Database
- List of plant species associated with A. pullulans without any symptoms of disease